# La noia
«La noia» (произношение [la ˈnɔːja]; с итал. — «Скука») — песня итальянской певицы Анджелины Манго. Она была написана Манго и Мадам, спродюсирована Dardust и выпущена 7 февраля 2024 года на лейбле Warner Music Italy. Песня стала победной заявкой Анджелины Манго на 74-м выпуске фестиваля итальянской музыки в Сан-Ремо. После победы Манго получила право стать представительницей Италии на конкурсе песни «Евровидение-2024», где она представила страну с этой песней в финале конкурса. Песня также была отмечена премией «Джанкарло Бигацци» за лучшую музыкальную композицию. По словам певицы, музыкальный стиль песни вдохновлён кумбией.
«La noia» достигла четвёртого места в итальянском чарте синглов и получила платиновую сертификацию FIMI. Песня также вошла в чарты Швейцарии, Сан-Марино и Хорватии.

## Создание и релиз
Песня была написана Анджелиной Манго совместно с Мадам и спродюсирована Dardust. По словам Манго, с ними она познакомилась ещё до того, как они начали сотрудничать, и это помогло им в создании песни — идея использовать ритмы кумбии возникла во время общения. Манго вспоминала: 
Эта песня возникла из размышлений о времени. Скука воспринимается как негативная вещь, но на самом деле это время, которое вы посвящаете себе, оно позволяет вам раскрыть себя. Между жизнью, полной взлетов и падений, и жизнью, полной скуки, я всегда выберу ту, в которой есть взлеты и падения, но я всегда буду оставлять себе время и для скуки".

### Музыкальное видео
Музыкальный клип на песню «La noia», снятый режиссёром Джулио Розати, был выпущен на YouTube 7 февраля 2024 года. Алессия Мусилло из Elle Decor Italia ассоциировала образ певицы с Медузой и описала повествование как представление «процесса одевания священной женщины», в котором «заплетённые волосы выглядят как ветви деревьев и напоминают, без вуали, голову горгон».

## Отзывы критиков
Песня получила в целом благоприятные отзывы от итальянских музыкальных критиков.
Андреа Лаффранки из Corriere della Sera описал песню как «бодрую, свежую, беззаботную», с «латиноамериканской душой» и припевом «пахнущим средиземноморскими традициями». Сильвия Даниэлли из Billboard Italia написала, что мотив песни ассоциируются с реггетоном и кумбией, и описала её в целом как «отличный хит» с «интересным» текстом. Филиппо Феррари из Rolling Stone Italia оценил композицию положительно, отметив, что она «поразит тех, кто ещё не обратил на неё внимания»
.
Il Messaggero отметил, что в песне прослеживается повествовательный стиль Мадам, а Dardust узнается «по гитарам в припеве». Андреа Конти из Il Fatto Quotidiano сказал, что Манго «прекрасно поёт» и что песня захватывает сразу же, а её текст — «широкое размышление о жизни, от отношений до бизнеса».

## Музыкальный фестиваль в Сан-Ремо
Национальный телевещатель Италии RAI проводил 74-й музыкальный фестиваль в Сан-Ремо с 6 по 10 февраля 2024 года. Начиная с 2015 года победитель получает право представлять Италию на предстоящем конкурсе «Евровидение».
3 декабря 2023 года среди участников фестиваля была объявлена Анджелина Манго, а название её конкурсной работы стало известно 19 декабря следующего года . Манго стала победительницей фестиваля, заняв второе место среди зрителей и первое среди членов жюри от прессы и радио в финальном туре голосования.

## Конкурс песни «Евровидение-2024»
Конкурс песни «Евровидение 2024» прошёл на Мальмё Арене в Мальмё, Швеция, состоял из двух полуфиналов, которые прошли 7 и 9 мая, и финала 11 мая 2024 года. Согласно правилам «Евровидения», все страны, за исключением принимающей страны и стран «Большой пятёрки» (Франция, Германия, Италия, Испания и Великобритания), должны пройти отбор в одном из двух полуфиналов, чтобы попасть в финал; десять лучших стран из каждого полуфинала проходят в финал. Как член «Большой пятерки», Италия автоматически проходит в финал.
Говоря о своем участии в «Евровидении», Манго отметила, что она и команда авторов песни рассматривали возможность изменить часть текста на английский или испанский язык до начала конкурса. 6 марта 2024 года RAI выпустила официальное заявление об участии, подтвердив, что песня была переработана, чтобы соответствовать правилам Евровидения, требующим, чтобы выступления не превышали длительность 3 минуты. Вскоре после этого Манго подтвердила, что текст останется на итальянском языке. В изменённой версии песни из одного из припевов были вырезаны два куплетных повтора.

## Список композиций
| №  | Название  | Длительность |
| -- | --------- | ------------ |
| 1. | «La noia» | 3:09         |

## Чарты
| Чарт (2024)                       | Высшая позиция |
| --------------------------------- | -------------- |
| Хорватия (HRT)                    | 22             |
| Global 200 (Billboard)            | 110            |
| Италия (FIMI)                     | 4              |
| Италия (Italy Airplay, EarOne)    | 1              |
| Сан-Марино (Radio San Marino RTV) | 2              |
| Швейцария (Schweizer Hitparade)   | 11             |

## Сертификации
| Регион                                                                      | Сертификация | Продажи |
| --------------------------------------------------------------------------- | ------------ | ------- |
| Италия (FIMI)                                                               | Платиновый   | 100 000 |
| Данные о продажах + прослушиваниях приведены только на основе сертификации. |              |         |